# Hühl
Hühl ist ein Gemeindeteil der Gemeinde Emtmannsberg im Landkreis Bayreuth (Oberfranken, Bayern). Hühl liegt in der Gemarkung Schamelsberg.

## Geografie
Die Einöde liegt in einer Waldlichtung des Bühlholzes. Gegen Osten steigt das Gelände zum Schlehenberg (524 m ü. NHN) an, der zu den nördlichen Ausläufern der Fränkischen Schweiz zählt, gegen Westen fällt das Gelände beinahe 100 Meter in das Tal des Roten Mains ab. Ein Anliegerweg führt zu einer Gemeindeverbindungsstraße (0,6 km südlich), die nach Schlehenberg (0,3 km westlich) bzw. nach Schamelsberg verläuft (0,8 km südlich).

## Geschichte
Hühl gehörte zur Realgemeinde St. Johannis. Gegen Ende des 18. Jahrhunderts bestand Hühl aus zwei Anwesen. Die Hochgerichtsbarkeit stand dem bayreuthischen Stadtvogteiamt Bayreuth zu. Das Amt St. Johannis war Grundherr der beiden Sölden.
Von 1797 bis 1810 unterstand der Ort dem Justiz- und Kammeramt Bayreuth. Mit dem Ersten Gemeindeedikt wurde Hühl dem 1812 gebildeten Steuerdistrikt Emtmannsberg und der im gleichen Jahr gebildeten Ruralgemeinde Schamelsberg zugewiesen. Am 1. Oktober 1971 wurde die Gemeinde Schamelsberg nach Wolfsbach eingemeindet. Am 1. Mai 1978 wurde Hühl im Zuge der Gebietsreform in Bayern nach Emtmannsberg eingegliedert.

### Einwohnerentwicklung
| Jahr      | 001819 | 001822 | 001861 | 001871 | 001885 | 001900 | 001925 | 001950 | 001961 | 001970 | 001987 |
| Einwohner | 14     | 16     | 13     | 11     | 14     | 13     | 12     | 13     | 12     | 8      | 8      |
| Häuser    |        | 2      |        |        | 2      | 2      | 2      | 2      | 2      |        | 2      |
| Quelle    | [ 9 ]  | [ 6 ]  | [ 10 ] | [ 11 ] | [ 12 ] | [ 13 ] | [ 14 ] | [ 15 ] | [ 16 ] | [ 17 ] | [ 1 ]  |

## Religion
Hühl ist evangelisch-lutherisch geprägt und nach St. Laurentius (Neunkirchen am Main) gepfarrt.